# Stefan Schädlich
Stefan Schädlich (* 20. Juni 1957) ist ein ehemaliger deutscher Fußballspieler.

## Karriere
Der Stürmer entstammte dem Nachwuchs des FC Karl-Marx-Stadt, dem er seit 1972 angehörte. In der Oberligasaison 1974/75 debütierte Stefan Schädlich für die Karl-Marx-Städter am 26. April 1975 als 17-Jähriger in der höchsten Spielklasse der DDR. In der Heimpartie gegen den FC Rot-Weiß Erfurt (3:0) kam der Angreifer in der 83. Minute für Manfred Lienemann auf das Spielfeld.
In den folgenden Jahren pendelte die junge Offensivkraft zwischen der Oberligaelf, der 2. Mannschaft des FCK sowie der 1976 aus der Taufe gehobenen Vertretung in der Nachwuchsoberliga, die nach der Herauslösung der 2. Mannschaften der Oberligateams aus der Liga-Staffeln beziehungsweise den Bezirksligen ihren Spielbetrieb 1976/77 aufnahm. Den ersten Treffer von Schädlich in der Oberliga beim 5:1-Heimerfolg im Derby gegen die BSG Wismut Aue am 8. Spieltag 1976/77 beschrieb die DDR-Fußballzeitung "fuwo" wie folgt: "5:1: Franke und Hänisch behaupteten den Ball links vom Wismut-Tor, bringen das Leder zu S. Schädlich, der es unter die Latte jagt, Weißflog keine Chance lassend."
In der Spielzeit 1980/81 bestritt Schädlich die letzten sechs seiner insgesamt 28 Oberligaspiele, in denen er drei Treffer erzielte. Am 11. April 1981 nahm der 23-jährige Stürmer beim 2:1-Heimsieg der Himmelblauen gegen die BSG Chemie Böhlen Abschied vom Oberligafußball. Anfang und Mitte der 1980er Jahre gehörte Schädlich zum Kader der BSG Motor "Fritz Heckert" Karl-Marx-Stadt, die in der zweithöchsten Spielklasse der DDR, der Liga, vertreten war.